# 3485 Баруччі
3485 Баруччі (3485 Barucci) — астероїд головного поясу, відкритий 11 липня 1983 року.
Тіссеранів параметр щодо Юпітера — 3,483.